# Hallebardiers et Vieillards
Hallebardiers et Vieillards (en italien : Alabardieri e anziani) est une peinture sur toile réalisée a tempera par le peintre italien de l'école vénitienne Vittore Carpaccio, vers 1490-1493. Conservée au  musée des Offices à Florence, la toile a été achetée par le musée florentin en 1882 à la collection privée d'Isabella Bianciardi Pini, pour 11 500 lires.

## Histoire et description
L'œuvre est un fragment d'une œuvre plus vaste, un telero, peut-être une Crucifixion ou un Supplice des dix mille martyrs, que l'artiste, comme à son habitude, avait mis dans une scène quotidienne, avec des personnages contemporains. L'œuvre montre un groupe de hallebardiers disposés de différentes manières, presque en demi-cercle, autour de deux personnes âgées, toutes richement vêtues. Un soldat est assis sur une poutre, qui était probablement la base d'une croix en préparation : celle de Jésus ou de l'un des dix mille martyrs, en fait. Une bannière porte le mot SPQR, ce qui confirme l'une des deux attributions possibles.
En arrière-plan, est représenté un paysage bucolique, où paissent quelques moutons. Stylistiquement, l'œuvre peut être reliée à des œuvres telles que Le Martyre de sainte Ursule du Caravage. Il existe un dessin à la Christ Church Library d'Oxford qui contient peut-être une étude pour ces personnages ; d'autres voient dans le dessin, avec le Martyre des dix mille dans la collection Von Hirsch à Bâle, un possible dérivé du fragment.